# Sudan del Sud
Il Sudan del Sud, noto anche come Sud Sudan o Sudan meridionale, ufficialmente Repubblica del Sudan del Sud o del Sud Sudan, è uno Stato senza sbocco sul mare situato nel centro-est dell'Africa, compreso nella subregione dell'Africa orientale secondo la classificazione delle Nazioni Unite. L'attuale capitale è Giuba, la città più grande del Paese, anche se in futuro è previsto il trasferimento della capitale in una sede più centrale, Ramciel. Il Sudan del Sud confina a est con l'Etiopia, a sud-est con il Kenya, a sud con l'Uganda, a sud-ovest con la Repubblica Democratica del Congo, a ovest con la Repubblica Centrafricana e a nord con la Repubblica del Sudan. Comprende la vasta regione paludosa del Sudd, formata dal Nilo Bianco e conosciuta localmente come Bahr al Jabal.
I territori dell'odierno Sudan del Sud e dell'attuale Repubblica del Sudan facevano parte del regno d'Egitto sotto la dinastia di Muhammad Ali, quindi furono amministrati come condominio anglo-egiziano fino all'indipendenza sudanese del 1956. Dopo la prima guerra civile sudanese, nel 1972 fu istituita la regione autonoma del Sudan del Sud, poi abolita nel 1983. Seguirono anni di conflitti fino alla seconda guerra civile sudanese, terminata con l'Accordo di Naivasha del 2005. Nello stesso anno, con la formazione di un governo autonomo del Sudan del Sud, fu ripristinata l'autonomia della regione.
Il Sudan del Sud è divenuto uno Stato indipendente il 9 luglio 2011, a seguito di un referendum approvato dal 98,83% dei votanti. È membro delle Nazioni Unite, dell'Unione Africana e dell'Autorità intergovernativa per lo sviluppo. Nel luglio 2012, il Sudan del Sud ha firmato le Convenzioni di Ginevra.
Nel dicembre 2013 è scoppiato un conflitto etnico fra le forze governative del presidente Salva Kiir, di etnia dinka, e quelle fedeli all'ex vicepresidente Riek Machar, di etnia nuer. Il conflitto si è infine concluso nel febbraio 2020.

## Storia
Esiste scarsa documentazione sulla storia del Sudan del Sud prima dell'inizio della dominazione egiziana nel Nord (1820), e delle conseguenti retate di schiavi nel Sud. Le informazioni anteriori a quel periodo sono state tramandate principalmente attraverso fonti orali, di generazione in generazione. Secondo queste tradizioni, i popoli nilotici – Dinka, Nuer e Shilluk – furono i primi a insediarsi nel Sudan del Sud intorno al X secolo. I popoli non nilotici, come gli Asandè, vi giunsero nel XVI secolo e fondarono lo Stato più esteso. Nel XVIII secolo arrivarono gli Avungara, che imposero la loro autorità agli Asandè e rimasero dominanti fino all'arrivo dei Britannici nel XIX secolo. Le barriere naturali protessero questi popoli dall'avanzata islamica dal Nord, permettendo loro di conservare la propria eredità sociale, culturale e le proprie istituzioni politiche e religiose.
Il primo a tentare di colonizzare la regione fu il chedivè d'Egitto, Isma'il Pascià, che nel 1870 creò la provincia di Equatoria nella parte meridionale del paese. Il governatore egiziano fu Samuel Baker, nominato nel 1869, seguito da Charles George Gordon nel 1874 e da Emin Pascià nel 1878. La Rivolta mahdista negli anni Ottanta dell'Ottocento destabilizzò la provincia, portando alla fine di Equatoria come avamposto egiziano nel 1889. L'Egitto, tuttavia, non rinunciò alle sue pretese di sovranità sul Sudan. Tra i principali insediamenti di Equatoria si ricordano Lado, Gondokoro, Dufile e Wadelai.
Tra il 1896 e il 1898, gli Inglesi riconquistarono il Sudan, che comprendeva anche l'attuale Sudan del Sud. Nel contempo, però, la regione era oggetto d'interesse da parte della Francia e dello Stato Libero del Congo. A sud-ovest, gli agenti di quest'ultimo occuparono l'enclave di Lado; gli Inglesi negoziarono la restituzione di tale enclave, ottenuta alla morte di Leopoldo II del Belgio. Dal canto loro, i Francesi provenivano da ovest e intendevano stabilire il controllo su questi territori, inviando una spedizione che diede origine alla crisi di Fascioda, dopo la quale la Francia rinunciò alle proprie pretese sull'area. Nel gennaio 1899, gli Inglesi istituirono il condominio anglo-egiziano sul Sudan, che includeva anche l'attuale Sudan del Sud.
Nel 1947, in vista dell'indipendenza del Sudan, i Britannici tentarono di separare il Sudan del Sud dal resto del Paese e di unirlo all'Uganda. Tuttavia, la Conferenza di Juba del 1947 decise di unificare Nord e Sud, e per i successivi 64 anni il Sudan del Sud rimase parte del Sudan. Nel giugno 2008, si stimava che la regione meridionale avesse circa 15 milioni di abitanti, ma i problemi legati al censimento mettono in dubbio la precisione di tale cifra; alcuni ipotizzano che possa arrivare a 17 milioni.
La regione fu a lungo teatro della prima e poi della seconda guerra civile sudanese, combattute dall'Esercito di Liberazione del Popolo del Sudan (ELPS) per ottenere l'indipendenza dal Sudan. Ciò comportò una totale mancanza di infrastrutture per tutta la durata del conflitto, lo sfollamento di moltissimi profughi e la devastazione di vaste aree. Vi furono oltre 2,5 milioni di vittime, 5 milioni di persone fuggirono all'estero e molte altre furono costrette a trasferirsi lontano dai luoghi d'origine. L'Accordo di Naivasha, firmato nel 2004 tra l'ESLP e il governo centrale, pose fine alla seconda guerra civile sudanese e riformò lo Stato, definendo l'ordinamento democratico del Sudan del Sud e dello Stato centrale, oltre ai reciproci rapporti, stabilendo infine le procedure per il referendum sull'indipendenza della regione.
Dal 9 al 15 gennaio 2011, gli abitanti del Sudan del Sud votarono in un referendum per l'indipendenza dal resto del Sudan. L'affluenza fu molto elevata, con oltre il 96% degli aventi diritto al voto recatisi alle urne. Il 30 gennaio successivo, i risultati evidenziarono un netto schieramento a favore dell'indipendenza (98,81%). Molti sudanesi del Sud residenti nel Nord rientrarono in patria proprio per votare.
A partire dal dicembre 2013, un conflitto brutale ha provocato la morte di migliaia di persone e lo sfollamento di circa quattro milioni di individui. Mentre molti sfollati sono rimasti entro i confini del Paese, più di due milioni sono fuggiti nei Paesi vicini in cerca di salvezza. Nell'ottobre 2017, in Kenya si contavano 111.892 rifugiati provenienti dal Sudan del Sud.

### Indipendenza
In seguito all'esito referendario, il 9 luglio 2011 il Sudan del Sud è diventato uno Stato pienamente indipendente, sebbene permangano controversie irrisolte con il Nord, specialmente per quanto riguarda la ripartizione dei proventi derivanti dal petrolio (i cui giacimenti si trovano per l'80% nel Sudan del Sud), potenziale risorsa economica di grande valore in un'area tra le più povere al mondo, mentre la maggior parte degli impianti di raffinazione si trova al Nord. La regione di Abyei è ancora contesa tra Nord e Sud, e dovrebbe tenersi un referendum per decidere a quale dei due Stati appartenga; per ora, nel 2013, si è svolto soltanto un referendum informale e non vincolante.
Nel dicembre 2013, in Sudan del Sud vi fu un tentativo di colpo di Stato: le forze fedeli al presidente Salva Kiir, di etnia dinka, si scontrarono con quelle dell'ex vicepresidente Riek Machar, di etnia nuer, destituito a luglio a causa di forti contrasti con Kiir. Nel dicembre 2014, si stimava che il conflitto etnico avesse causato almeno 50.000 vittime.

## Geografia

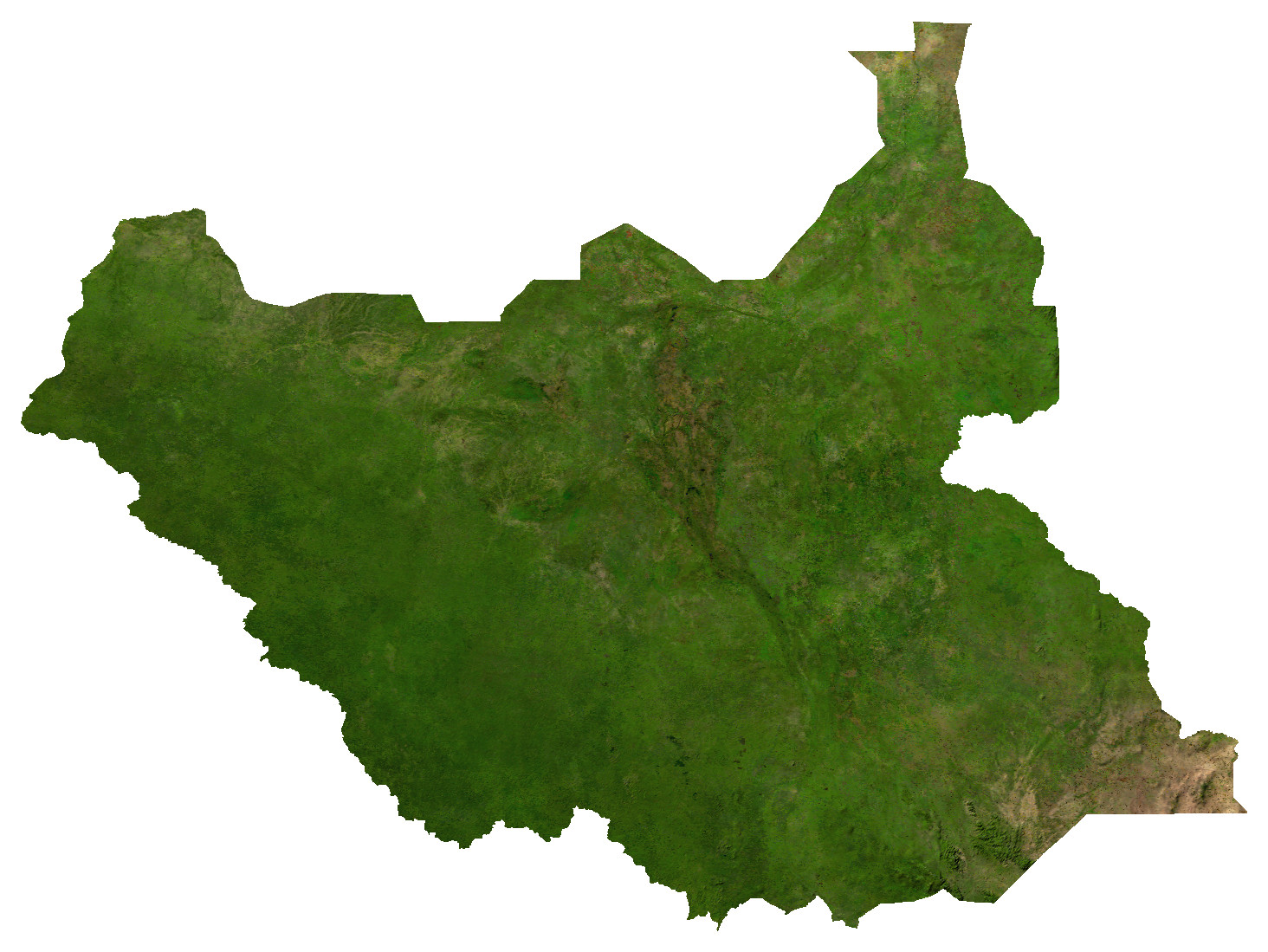
Il Sudan del Sud dal satellite.

A differenza del Sudan, la maggior parte del territorio dello stato è coperta da foreste tropicali, paludi e prati. Ci sono molte riserve naturali che ospitano specie migratorie in gran quantità, come il Parco nazionale di Bandingilo e il Parco Nazionale di Boma. Il fiume principale è il Nilo Bianco.
Secondo il WWF, esistono diverse ecoregioni nel Sudan del Sud: la Savana Sudanese Orientale (savana) la Foresta nel Nord Congo (foresta tropicale), il Sudd (paludi) e le Foreste Montane dell'Africa orientale (foreste).

## Popolazione

Andamento della popolazione del Sud Sudan dal 1950 al 2020

Il Sudan del Sud ha una popolazione di circa 12,6 milioni di persone, che vivono soprattutto nelle aree rurali dove praticano un'economia di sussistenza. Questa regione è stata influenzata negativamente dalla guerra: la mancanza di sviluppo delle infrastrutture e la distruzione di quelle esistenti hanno impedito lo sviluppo e l'arricchimento della regione e lo hanno fatto diventare un luogo di dolore e sofferenza. A causa delle varie guerre civili e degli impatti ad esse connessi, più di 2 milioni di persone sono morte e più di 4 milioni sono divenuti rifugiati.

### Etnie
Nel Sudan del Sud sono presenti molte popolazioni e sono parlate molte più lingue che nel Sudan. I Dinka (popolazione stimata attorno al milione) sono la più grande tribù sub-sahariana del Sudan del Sud. Inoltre, in questa regione vivono gli Shilluk, i Nuer, gli Acholi e i Lotuhu.

### Religione
La maggior parte degli abitanti di questo paese hanno conservato i loro credi tradizionali (religioni animiste), ma una considerevole minoranza degli abitanti è rappresentata dai cristiani.
Le fonti divergono sulla percentuale di cristiani presenti nel Sudan del Sud. Anche se, secondo la Federal Research Division della Biblioteca del Congresso USA, nei primi anni novanta non più del 10% della popolazione del Sudan del Sud era di religione cristiana, secondo altre fonti i cristiani sarebbero invece la maggioranza e la Chiesa Episcopale USA afferma l'esistenza di 2 milioni di fedeli nel 2005. Similmente, secondo la World Christian Encyclopedia, la Chiesa cattolica è la più numerosa confessione cristiana dal 1995, con 2,7 milioni di Cattolici, concentrati quasi tutti nel Sud Sudan.
In un discorso nella cattedrale cattolica di Santa Teresa nella capitale del nuovo Stato, il Presidente sudsudanese Kiir, cattolico con un figlio musulmano, ha affermato che il nuovo Stato è una nazione che rispetta la libertà religiosa.
Fra i cristiani, la maggior parte sono cattolici e anglicani, anche se sono presenti altre confessioni.

### Lingue
I lunghi anni di guerra civile hanno provocato enormi perdite umane fra la popolazione sudsudanese oltre a imponenti movimenti (sia interni che verso Stati esteri) di profughi; questa situazione rende inaffidabili le statistiche demografiche relative alle lingue, che per la maggior parte datano agli anni ottanta.
Nel Sudan del Sud sono parlate oltre 60 lingue indigene; per la maggior parte esse appartengono alla famiglia linguistica nilo-sahariana, mentre le rimanenti sono classificate nel gruppo delle lingue ubangiane della famiglia linguistica Niger Congo (la famiglia che comprende l'assoluta maggioranza delle lingue africane).
Fra le lingue appartenenti alla prima famiglia la principale è il dinca (circa 2 milioni di parlanti), seguita dal nuer (740 000 parlanti) e dal bari (420 000).
Fra le lingue comprese nella famiglia Niger-Congo, invece, la principale è lo zande (350 000), parlata dall'omonimo popolo stanziato, oltre che nel Sudan del Sud, anche nella Repubblica Democratica del Congo e nella Repubblica Centrafricana.
Fra le lingue non indigene parlate nel Sudan del Sud la principale è senz'altro l'inglese, che ha status di lingua ufficiale. In virtù della lunga unione politica con il Sudan, è inoltre parlato l'arabo (sia l'arabo standard che le varianti ciadiana e sudanese), che funge in alcune situazioni da lingua franca.

## Ordinamento dello Stato

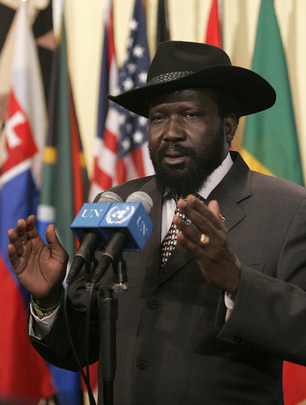
Salva Kiir Mayardit, primo presidente eletto del Sudan del Sud.

Prima dell'indipendenza ufficiale, oltre alla Costituzione provvisoria della Repubblica del Sudan, la Costituzione provvisoria del Sudan del Sud (del 2005) è stata la legge fondamentale del Paese. Le due Costituzioni sono state approvate in conseguenza della Pace di Naivasha.
Essa istituiva un autonomo Governo del Sudan del Sud, con al vertice un presidente che è capo del governo e comandante in capo dell'Esercito di Liberazione del Popolo di Sudan (ESLP). John Garang, il fondatore dell'ESLP, fu il primo Presidente fino alla sua morte, il 30 luglio 2005. Salva Kiir Mayärdït, suo vice, ha giurato come primo vicepresidente del Sudan unito, nonché presidente del governo del Sudan del Sud, l'11 agosto 2005 ed è attualmente al potere. Riek Machar ha preso il posto di Vicepresidente fino al 2016 quando gli è subentrato Taban Deng Gai, attualmente in carica. Il potere legislativo era esercitato dal Governo dall'Assemblea legislative del Sudan del Sud, unicamerale. La Costituzione istituiva altresì un potere giudiziario indipendente, il cui organo di vertice era una Corte suprema. Il 7 luglio 2011 è stata ratificata la costituzione del nuovo stato indipendente.
Un sistema di difesa nazionale ("Defense Paper") è stato avviato nel 2007 e l'anno successivo il Governo ha presentato un progetto secondo cui, una volta raggiunta l'indipendenza, il Sudan del Sud dovrebbe dotarsi di forze militari terrestri, aeree e fluviali.

### Suddivisioni storiche e amministrative

Stati e aree amministrative del Sudan del Sud, dal 2020

Dal 2020 il Sudan del Sud è costituito da 10 Stati (wilāyāt), già raggruppati nelle tre province storiche (mudīriyyāt) di Bahr al-Ghazal, Equatoria, e Alto Nilo. Agli stati si aggiungono le aree amministrative di Pibor e di Ruweng e l'area "con speciale status amministrativo" di Abyei. I 10 stati e le aree amministrative sono a loro volta suddivisi in 86 contee, a loro volta suddivise in Payamas, e le Payamas in Bomas.
Le tre aree di Abyei, Montagne di Nuba e Nilo Azzurro fanno culturalmente e politicamente parte del Sudan del Sud, ma in base all'accordo di pace del 2005 avranno un'amministrazione separata fino a che un referendum deciderà sulla loro amministrazione da parte del Sudan o del Sudan del Sud.

## Politica

### Politica estera
Il 14 luglio 2011 il Sudan del Sud è diventato il 193º Paese ad entrare a far parte delle Nazioni Unite.

### Corruzione
La corruzione è un problema endemico. Sin dall'indipendenza il paese è stato pervaso da lotte per il potere che hanno portato ad una grande diffusione dell'attività illecita; le élite della nazione hanno sviluppato un sistema cleptocratico che controlla ogni parte dell'economia nazionale.
Il Sudan del Sud secondo l'Indice di percezione della corruzione nel 2021 era lo stato più corrotto del mondo, mentre nel 2022 era al penultimo posto, sopra la Somalia.

## Istruzione

### Università
L'Università di Juba è stata fondata nel 1975.

## Economia
L'economia del Sudan del Sud è una delle più deboli del mondo. Carente di infrastrutture, la regione ha anche il più alto tasso di mortalità materna e analfabetismo femminile. Il mercato si basa sull'esportazione di legname verso l'estero, lo sfruttamento delle risorse minerarie come petrolio, ferro, rame, cromo, zinco, tungsteno, mica, argento e oro, la produzione di energia idroelettrica e l'agricoltura, prevalentemente di sussistenza, e l'allevamento.

## Trasporti

### Strade
Le strade in Sud Sudan sono quasi completamente sterrate. È in corso un'opera di ammodernamento delle stesse che ha visto l'inaugurazione della prima strada asfaltata che collega la capitale Giuba a Nimule, al confine con l'Uganda.

### Ferrovie
totale: 248 km

scartamento ridotto: 248 km, 1067 mm

Mappa delle linee ferroviarie in Sudan del Sud

Il Sud Sudan possiede 248 chilometri di ferrovia a binario unico a scartamento ridotto sulla linea che collega Babonosa con Wau, costruita tra il 1959 ed il 1962. La linea è stata danneggiata durante la guerra civile e in alcuni punti anche minata. Attualmente è stata completamente ripristinata grazie ai fondi provenienti dalle Nazioni Unite. La linea è divisa a metà tra Sudan del Sud e Sudan presso Malual.

#### Prospettive future
Ci sono dei progetti che prevedono di collegare Wau con Giuba e la capitale con le reti ferroviarie del Kenya e dell'Uganda.
Nell'ottobre del 2010 è stato annunciato che il gruppo ThyssenKrupp stava conducendo un progetto per collegare Giuba con Gulu, una città del Nord dell'Uganda.

### Trasporto aereo
L'aeroporto più trafficato e più sviluppato del Sudan del Sud è quello di Giuba che ha collegamenti internazionali con Entebbe (Uganda), Nairobi (Kenya), Il Cairo (Egitto), Addis Abeba (Etiopia) e Khartoum (Sudan). L'aeroporto di Giuba è anche stato l'hub della Feeder Airlines. Altri aeroporti internazionali sono Malakal (con collegamenti per Addis Ababa e Karthoum), Wau (per Karthoum) e Rumbek (per Karthoum).
Nel 2011 nacque la compagnia di bandiera South Sudan Airlines la quale garantiva voli domestici tra Giuba e Malakal, Rumbek, Aweil e Wau. Dopo circa 2 mesi di operatività, la compagnia però fallì e dovette restituire il suo unico velivolo, un Bombardier Dash-8.
Esistono molti altri aeroporti nel Sudan del Sud, la maggior parte dei quali è però nulla più che una pista d'atterraggio non asfaltata.
Nel quadriennio 2019 - 2022 si sono verificati nel Sud Sudan quattro incidenti mortali e diversi altri incidenti e inconvenienti gravi, che spesso hanno coinvolto aeromobili con marche di immatricolazione sospette.

## Cultura

### Musica
Per quanto riguarda il campo musicale nel genere Hip hop si è affermato Emmanuel Jal.

### Produzione letteraria
Tra le autrici del Sudan del Sud possiamo ricordare, tra le altre, Stella Gaitano.

## Ricorrenza nazionale
- 9 luglio: independence day – si celebra l'indipendenza dal Sudan, avvenuta nel 2011.

## Sport
In ambito sportivo, il Sudan del Sud è stato rappresentato per la prima volta ai Giochi olimpici dal maratoneta Guor Marial, in occasione dei Giochi della XXX Olimpiade di Londra. Non essendovi ancora un comitato olimpico costituito, Marial ha partecipato in qualità di Atleta Olimpico Indipendente, sotto bandiera olimpica.
Nel 2015 è stato creato il Comitato Olimpico Nazionale del Sudan del Sud.
Il Sudan del Sud ha la sua nazionale di calcio, che occupa attualmente la 167ª posizione nel ranking FIFA. Il Sudan del Sud non è mai riuscito a qualificarsi ad un mondiale di calcio e gioca le partite casalinghe nella capitale Giuba.
Il 25 febbraio 2023 la nazionale di pallacanestro del Sudan del Sud ha raggiunto per la prima volta la qualificazione ai mondiali di pallacanestro e il 2 settembre 2023 ha ottenuto la qualificazione alle Olimpiadi. Nella gara d'esordio ai giochi di Parigi, il 28 luglio 2024, ha sconfitto la nazionale di Porto RIco per 90-79.